# Roter Flughund
Der Rote Flughund (Pteropus rufus) ist eine Art der Flughunde, die auf Madagaskar vorkommt. Der teilweise verwendete zweite deutsche Trivialname, Madagaskar-Flughund, kann verwirrend sein, da mit Eidolon dupreanum und Rousettus madagascariensis noch zwei weitere Flughunde endemisch auf der Insel leben.

## Merkmale
Der Rote Flughund ist der größte Vertreter der Flughunde auf Madagaskar. Er erreicht eine Kopf-Rumpf-Länge von 23,5 bis 27 cm und eine Flügelspannweite von 100 bis 125 cm. Der Schwanzansatz ist äußerlich nicht sichtbar und das Gewicht beträgt 500 bis 750 Gramm. Markant sind die lange Schnauze und die großen Ohren, welche dem Kopf ein hunde- oder fuchsähnliches Aussehen geben. Das Fell hat auf der Oberseite eine dunkelbraune und auf der Bauchseite eine gold- bis rotbraune Farbe.

## Verbreitung und Habitat

Verbreitungsgebiet (rot)

Die Art besiedelt Madagaskar fast vollständig. Sie fehlt nur in der Nähe großer Siedlungen und in den zentralen Gebieten der Insel. Die Ruheplätze liegen meist in kleinen Baumgruppen, in höher gelegenen Wäldern oder in Mangrovenwäldern.

## Lebensweise
Die einzelnen Exemplare bilden große Gruppen mit teilweise über 1.000 Tieren, die sich am Tage in hohen Bäumen ausruhen. Sie öffnen ab und an ihre Flugmembran zur Temperaturregulierung. Nähert sich ein Feind der Gruppe, fliegt diese nach einem Warnruf zu einem sicheren Platz. Die Nahrungssuche erfolgt allgemein in der Nacht. Dazu fliegen die Flughunde meist länger als 17 km und maximal bis zu 35 km. Bei diesen kurzen Wanderungen teilt sich die Gruppe oft in kleinere Einheiten. Zur Orientierung dient hier vor allem das ausgezeichnete Sehvermögen und in geringem Maße auch die Echoortung.
Früchte stellen den Hauptteil der Nahrung dar. Weiterhin werden Nektar, Blumen, Pollen und geringe Mengen Blätter gefressen. Der Rote Flughund ist wichtig für die Bestäubung verschiedener Pflanzenarten.
Zwischen April und Mai etablieren die dominanten Männchen ein Revier, wo sie sich mit den Weibchen paaren. Die Weibchen gebären im Oktober ein oder selten zwei Jungtiere.

## Gefährdung
Die Art ist ein gewöhnliches Jagdwild für madagassische Jäger. Der Flughund wird hauptsächlich wegen seines Fleisches gejagt. Obwohl die gesetzliche Jagd auf den Zeitraum Mai bis August begrenzt ist, kommt vermutlich in den übrigen Monaten Wilderei vor. Plantagenbesitzer betrachten den Flughund als Schädling und erlegen einzelne Exemplare oder fällen geeignete Ruhebäume. Der Rote Flughund wird deshalb von der IUCN als gefährdet (vulnerable) gelistet.
Einziger europäischer Halter ist ein Zoo in Breslau.